# 우치다테 히데키
우치다테 히데키(일본어: 内舘 秀樹, 1974년 1월 15일 ~ )는 일본의 전 축구 선수이다.

## 구단 경력
과거 우라와 레즈에서 활동하였다.